# Fehmi Koç
Fehmi Koç (* 28. August 2003 in Antalya) ist ein türkischer Fußballspieler.

## Karriere

### Verein
Koç spielte für die Jugendmannschaften der Vereine Antalya Çallı SK, Antalya Meydan GSK und gehörte ab 2015 der Nachwuchsabteilung von Antalyaspor an. Hier erhielt er im Oktober 2018 einen Profivertrag und gehörte fortan auch dem Profikader an. Sein Profidebüt gab er am 30. Oktober 2018 in der Pokalpartie gegen Yomraspor. Noch in der gleichen Saison gab er in der Erstligapartie gegen Fenerbahçe Istanbul auch sein Ligadebüt.

### Nationalmannschaft
Koç startete seine Nationalmannschaftskarriere 2012 mit einem Einsatz für die türkische U-15-Nationalmannschaft und spielte später auch für die türkische U-16-Nationalmannschaft.

## Erfolge
Mit der türkischen U-16-Nationalmannschaft
- Sieger im Ägäis-Pokal: 2018